# Treehouse of Horror VII
Treehouse of Horror VII, llamado La casa-árbol del terror VII en España y La casita del horror VII en Latinoamérica, es el séptimo especial de terror y el primer capítulo perteneciente a la octava temporada de la serie animada Los Simpson, estrenado originalmente el 27 de octubre de 1996. En el séptimo episodio Especial de Halloween anual, Bart descubre a su gemelo perdido, Lisa crea una colonia de pequeños seres similares a los humanos y Kang y Kodos se hacen pasar por Bill Clinton y Bob Dole para ganar las elecciones de 1996 de Estados Unidos. Fue escrito por Ken Keeler, Dan Greaney y David S. Cohen y dirigido por Mike B. Anderson. Phil Hartman hizo la voz de Clinton.

## Sinopsis

### Secuencia de presentación
Homer quiere encender una calabaza de halloween en su cocina, pero se incendia su mano y luego a él mismo y aparece en la pantalla "The Simpson Halloween Special VII" con sangre. En el Gag del sofá, la familia corre al sillón, pero tropiezan y mueren en frente de la Muerte. Sus cadáveres aterrizan uno encima de otro. La Muerte decide poner sus pies encima del cadáver de Homer utilizándolo como taburete.

### The Thing and I (La Cosa y Yo)
Todo comienza cuando Bart y Lisa comienzan a oír ruidos extraños y piensan que hay algo raro en el ático. Homer simula que no sabía de qué estaban hablando, pero luego es visto subiendo al ático con un balde lleno de cabezas de pescado. Bart, Lisa y Maggie investigan y descubren de que realmente había una especie de monstruo. Homer y Marge, luego, suben al ático y se dan cuenta de que "eso" había escapado. Marge llama inmediatamente al Dr. Hibbert y él le explica a Bart de que tenía un hermano gemelo, que había nacido siamés, llamado Hugo. Los dos habían sido separados al nacer, pero más tarde se había descubierto que Hugo era demasiado malvado para vivir en sociedad, así que su familia había hecho con él lo "más humano que se podía hacer": lo había encerrado en el ático, y lo alimentaban con cabezas de pescado todos los sábados (excepto un sábado que era su matrimonio). Dejando a Bart solo en la casa, el resto de la familia va a buscar a Hugo, pero pronto el niño descubre que su hermano malvado estaba dentro de la casa. Hugo lleva a Bart al ático para atarse y estar juntos nuevamente, como había sido al nacer, pero un instante antes de que se llevara a cabo la unión, el Dr. Hibbert salva a Bart, golpeando a Hugo. Luego, comenta que el gemelo malvado está siempre en el lado izquierdo (siniestro); al decir eso, descubre que la cicatriz de Hugo estaba en el lado equivocado, lo que dejaba claro que el malvado siempre había sido Bart. Dr. Hibbert y la familia Simpson se sientan a una cena de pavo con Hugo. Para compensar las cosas, la familia acepta a Hugo como su hijo bueno, y encierran a Bart en el ático y lo alimentan con cabezas de pescado.

### The Genesis Tub (La bandeja del génesis (LAT) / La tarrina del génesis (ESP))
Todo comienza cuando Lisa hace un experimento de ciencias, con el cual quiere probar si la bebida de cola podía disolver un diente. Bart, sólo por molestarla, prepara un proyecto para ver si los nerds conducían la electricidad. Luego de darle un choque eléctrico a Lisa, la niña por error también le da un choque a su diente, el cual hace una reacción extraña y comienza a crear una raza de personas diminutas. Lisa, a la mañana siguiente, descubre el pequeño mundo que había creado, y se sorprende ante la rapidez con la que evolucionaba la pequeña civilización. Un día, Bart, para molestar a Lisa, comienza a destruir partes del pequeño mundo con el simple hecho de aplastarlos con el dedo y, vengándose, los habitantes (que ya estaban en el Futuro) mandan pequeñas naves que pican a Bart. El niño, luego, le promete a Lisa que se vengará de sus "tontos enanos". Repentinamente, Lisa se empieza a volver pequeña, y es llevada a su pequeño mundo, en donde los habitantes (que la veían como Dios) le explican que la habían achicado para que los ayude a combatir al demonio, Bart. Sin embargo, Bart toma la bandeja en donde estaba el mundo y la lleva a la escuela, ganándose el primer puesto en la Feria de Ciencias. Lisa les pide a los pequeños que la vuelvan a su estado normal, pero los científicos (quienes se veían como el Profesor Frink y los amigos universitarios nerds de Homer) le dicen que es imposible, y la niña se da cuenta de que estaría en la bandeja para siempre; frustrada ante esta situación, Lisa ordena a los algunos habitantes del diente a que la adoren como a una diosa mientras otros la abanican.

### Citizen Kang (Ciudadano Kang)
Un día, mientras estaba pescando, Homer es secuestrado por los extraterrestres Kang y Kodos. Cuando le piden a Homer que los lleve con sus líderes, este les dice que pronto habría elecciones y que había dos candidatos, Bill Clinton y Bob Dole. Kang y Kodos secuestran a Clinton y a Dole, dejándolos ocultos y desnudos en su nave espacial. Luego, toman sus formas, pasando a ser exactamente iguales que los políticos, y seguros de que alguno de los dos sería el futuro presidente. Los aliens, luego, regresan a Homer a la Tierra, pero nadie le cree su historia. Lo intenta otra vez, pero de nuevo no le creen. Más tarde, Homer vuelve a la nave para salvar a Clinton y a Dole, pero sólo consigue expulsarlos desnudos hacia el espacio. En el día previo a las elecciones, Homer revela las verdaderas identidades de los candidatos. Dándose cuenta de que era demasiado tarde para elegir nuevos postulantes, la multitud decide votar a un tercer político como presidente, pero Kang y Kodos deciden que eso significaba tirar el voto a la basura. Finalmente, Kang es elegido presidente y obliga a los ciudadanos a construir un láser gigante de rayos que apuntaba hacia otro planeta.

## Producción

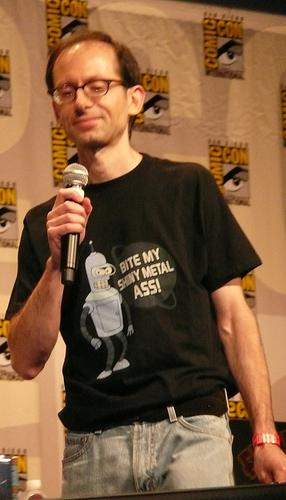
David S. Cohen, guionista del segmento "Citizen Kang".

Normalmente, los escritores deben pensar nuevas ideas para los episodios de Halloween, pero en esta ocasión no tuvieron que hacerlo porque tenían los argumentos que habían descartado del especial anterior, Treehouse of Horror VI. "The Thing and I" fue escrito por Ken Keeler,  "The Genesis Tub" por Dan Greaney y "Citizen Kang" por David X. Cohen. A pesar de las similitudes, "The Thing and I" no estuvo basado en el argumento de Basket Case. "The Genesis Tub" fue ideado originalmente por David Cohen y fue más tarde referenciado en el episodio de South Park "Simpsons Already Did It", en el cual señalan que Los Simpson había sacado la idea de la serie televisiva de 1962 The Twilight Zone, especialmente del episodio titulado "The Little People." También hay similitudes con la historia corta de 1941 Microcosmic God.
Las elecciones presidenciales de 1996 se llevaron a cabo pocos días después de la emisión de este episodio. Según Cohen, el segmento "Citizen Kang" violó todas las reglas de Los Simpson en una sola vez y nombró a candidatos específicos.
La secuencia en la cual pequeñas naves atacan a Bart marca uno de los primeros usos de las computadoras en la animación de la serie. La computadora fue utilizada para construir modelos de diseño, para así evitar que los animadores tuviesen que hacerlos totalmente nuevos cada vez que los necesitasen.